# Giải quần vợt Wimbledon 2018
Giải quần vợt Wimbledon 2018 là giải quần vợt Grand Slam diễn ra tại All England Lawn Tennis and Croquet Club ở Wimbledon, London, Vương quốc Liên hiệp Anh. Vòng đấu chính thức từ 2 tháng 7 đến 15 tháng 7 năm 2018.
Giải đấu năm 2018 là lần thứ 132 Wimbledon được tổ chức, là lần thứ 51 trong Kỷ nguyên Mở và là giải Grand Slam thứ 3 trong năm. Giải diễn ra trên sân cỏ và là một phần của ATP World Tour, WTA Tour, ITF Junior Tour và NEC Tour. Giải đấu do All England Lawn Tennis Club và International Tennis Federation tổ chức.
Roger Federer là đương kim vô địch lần thứ 8 ở đơn nam, nhưng đã bị loại ở tứ kết trước Kevin Anderson. Garbiñe Muguruza là đương kim vô địch đơn nữ, nhưng đã bị loại ở vòng hai trước Alison Van Uytvanck.

## Giải đấu

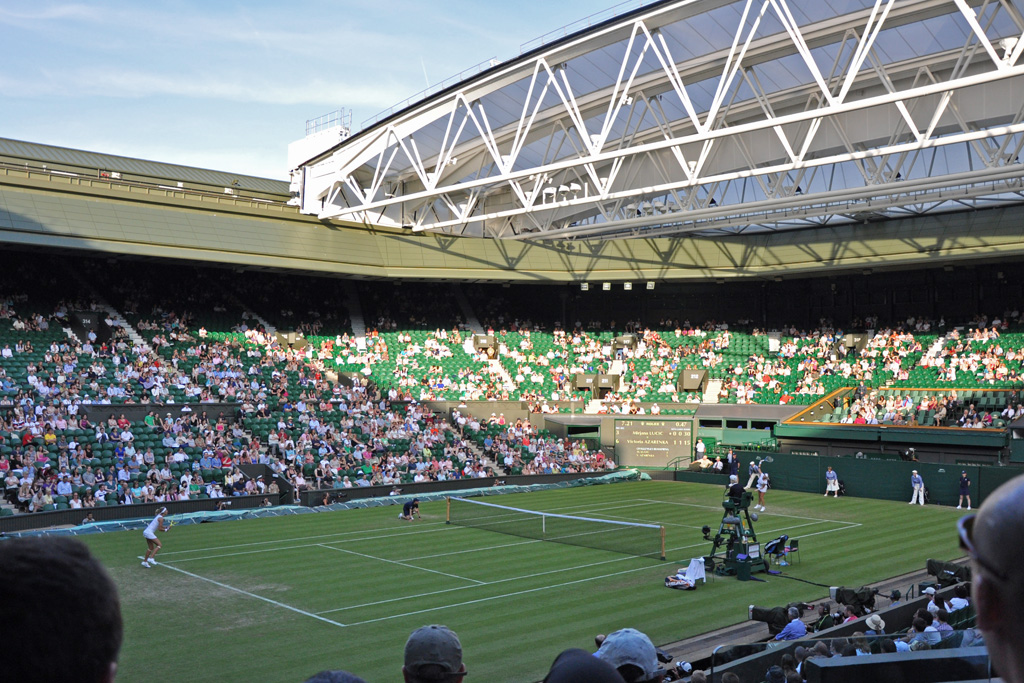
Sân Trung tâm là nơi diễn ra trận chung kết Wimbledon.

Giải quần vợt Wimbledon 2018 sẽ là lần thứ 132 giải đấu được tổ chức và diễn ra tại All England Lawn Tennis and Croquet Club, Luân Đôn.
Giải đấu được điều hành bởi International Tennis Federation (ITF) và được bao gồm trong ATP World Tour 2018 và WTA Tour 2018 ở thể loại Grand Slam. Giải bao gồm các nội dung đơn nam và đơn nữ, đôi nam và đôi nữ, đôi nam nữ, nam trẻ (dưới 18 tuổi, đơn và đôi) và nữ trẻ (dưới 18 tuổi, đơn và đôi). Giải đấu chơi trên sân cỏ; Các trận đấu chính thức được thi đấu tại All England Lawn Tennis và Croquet Club, Wimbledon; các trận đấu vòng loại sẽ được tổ chức tại Khu Thể thao Ngân hàng Anh, Roehampton.

## Điểm và tiền thưởng

### Phân phối điểm
Dưới đây là bảng phân bố điểm cho từng giai đoạn của giải đấu.

#### Vận động viên chuyên nghiệp
| Sự kiện | VĐ   | CK   | BK  | TK  | 1/16 | 1/32 | 1/64 | 1/128 | Q  | Q3 | Q2 | Q1 |
| Đơn nam | 2000 | 1200 | 720 | 360 | 180  | 90   | 45   | 10    | 25 | 16 | 8  | 0  |
| Đôi nam | 2000 | 1200 | 720 | 360 | 180  | 90   | 0    | —     | 25 | —  | 0  | 0  |
| Đơn nữ  | 2000 | 1300 | 780 | 430 | 240  | 130  | 70   | 10    | 40 | 30 | 20 | 2  |
| Đôi nữ  | 2000 | 1300 | 780 | 430 | 240  | 130  | 10   | —     | —  | —  | —  | —  |